# Leptastrea bewickensis
Leptastrea bewickensis là một loài san hô trong họ Faviidae. Loài này được Veron & Pichon mô tả khoa học năm 1977.